# Enoch Bolles
Enoch Bolles (Boardman, Marion County, Florida, 3 maart 1883 - New Jersey, 16 maart 1976) was een Amerikaanse kunstschilder van Pin-upgirl-afbeeldingen. Hij was een van de vroegste en meest verspreide glamour illustratoren.
Hoewel hij tegenwoordig uitsluitend bekend is als een pinupkunstenaar, was Bolles een veelzijdig illustrator die ook veel gewerkt heeft in het reclamevak, waar hij honderden aantrekkelijke illustraties in kleur maakte voor producten, variërend van brood tot sigaretten. Zijn meest gereproduceerde reclame-illustratie is de Windy Girl voor Zippo-aanstekers. Dit werk, geproduceerd in 1937, is onlangs heruitgebracht als de Vargas Windy Girl en is verschenen in meer dan 100 variaties op Zippo aanstekers.
Hij werd geboren als de zoon van Enoch Bolles Sr, een chemicus in de parfumindustrie, en Catherine Keep. Na de dood van zijn vader, verhuisde het gezin naar Newark, New Jersey , waar hij Clara Kaufman ontmoette en met wie hij in 1903 trouwde. Ze kregen samen acht kinderen en uiteindelijk vestigden zij zich in Harrington.
Bolles studeerde aan de National Academy of Design. Zijn eerste illustraties werden gepubliceerd in 1914 op de covers van de comicbooks, zoals Judge en Puck. Hij werd vooral bekend voor het illustreren van het maandblad Film Fun. In 1923 werd hij de exclusieve tekenaar  voor Film Fun en bleef dit doen tot in 1943, toen het blad een slachtoffer werd van de campagne van de Postermastergeneraal tegen obceen materiaal.
Naast zijn 200 covers voor Film Fun, schilderde Bolles op zijn minst 300 andere afbeeldingen voor pittige pulp, waaronder Breezy Stories, Pep en New York Nights. Niets van dit werk werd ondertekend maar de meeste werden wel aan hem toegerekend. De maandelijkse bijdrage van Bolles van deze schoonheden afgebeeld in hun wilde fantasierijke kostuums, bleek veel voor de toekomst van de Amerikaanse pinupafbeelding te betekenen en is tegenwoordig onveranderd populair. Hij was ook een veelzijdige illustrator die reclame maakte voor veel producten, waaronder Sun-Maid Rozijnen en Zippo aanstekers.
Psychologische problemen beëindigde Bolles professionele carrière in 1943 en beperkte hem tot een verblijf in het Greystone Hospital in New Jersey voor het grootste deel van de rest van zijn leven, maar hij bleef in opdracht portretten schilderen en voor zijn eigen plezier. Hij werd uiteindelijk uit het ziekenhuis ontslagen in 1969, en overleed aan hartfalen op de leeftijd van 93 jaar.